# Reto Brunner

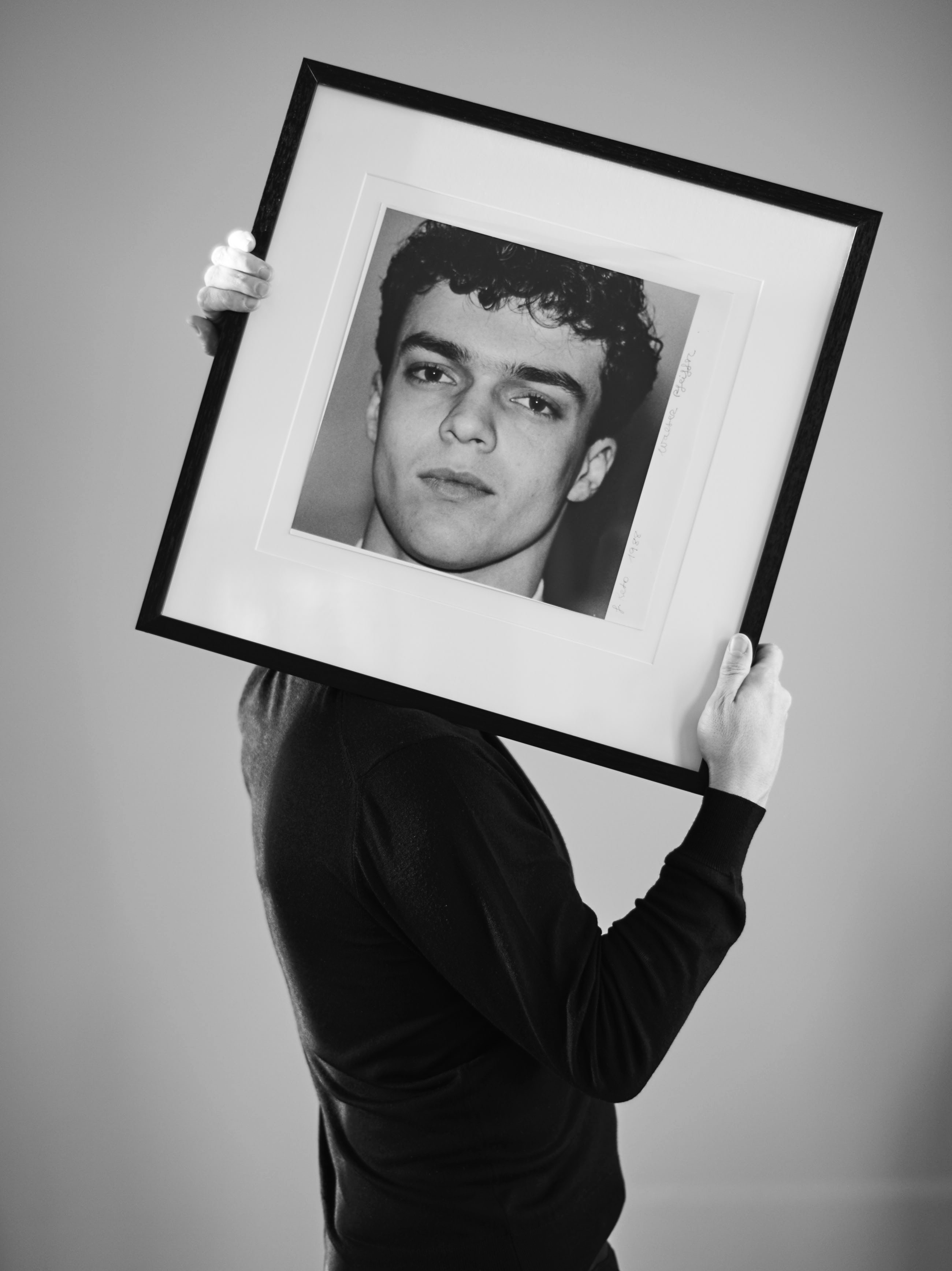
Reto Brunner (Selbstporträt)

Reto F. Brunner (* 1967 in Bern) ist ein Schweizer Creative Director und Kurator in Deutschland.

## Biografie
Reto Brunner arbeitete während seiner Ausbildung an der Hochschule für Gestaltung und Kunst Zürich (1985–1989) als Junior Art-Director bei Leo Burnett. Nach einem Jahr bei David Lock Design in London trat er ins Grafik-Department der deutschen Vogue ein. Es folgten mehrere Jahre als Art Director des Modemagazins, in denen Brunner auch die Markenkommunikation und Corporate Identity des Condé Nast Verlag Deutschland verantwortete.
2001 wechselte er als Creative Director zu Madame. Zeitgleich gründete er seine eigene Agentur Brunner Bekker, mit der er bis heute zahlreiche namhafte Fashion- und Lifestyle-Brands betreut, darunter Bogner, Aigner, De Beers, Lange & Söhne. Neben internationalen Kampagnen für Allude und Laurel blieb Brunner stets der Magazingestaltung treu. Als Creative Director entwickelte und gestaltete er Publikumsmagazine wie Amica und Tush sowie Markenmagazine wie Kunert, Savoir Vivre (für Globus, Schweiz), und bis 2014 Ludwig für den Department Store Ludwig Beck. Seit 2012 betreut er Y, das vielfach prämierte Imagemagazin des Kanton Schwyz.
Brunner war Jury-Mitglied im Art Directors Club Of Europe Deutschland und 2013 Kurator der Photo München.

## Auszeichnungen
Brunners Arbeiten erhielten zahlreiche deutschen und internationalen Preise, darunter mehrere BCP-Awards (Best of Corporate Publishing), Fox, Reddot und zuletzt 2016 den German Design Award sowie den Econ Award.